# Kyrykivka
Kyrykivka (ukrainien : Кириківка, russe : Кириковка) est une commune urbaine de l'oblast de Soumy, en Ukraine. Elle compte 2 659 habitants en 2021.